# Mogoitui
Mogoitui (russisch Могойтуй) ist eine Siedlung städtischen Typs in der Region Transbaikalien (Russland) mit 10.231 Einwohnern (Stand 14. Oktober 2010).

## Geographie
Die Siedlung liegt in Transbaikalien an der Südflanke des Mogoituigebirges, etwa 130 Kilometer Luftlinie südöstlich der Regionshauptstadt Tschita. Durch die Siedlung fließt ein gleichnamiges Flüsschen, das einige Kilometer südlich in die Aga mündet, einen linken Nebenfluss des Onon im Flusssystem des Amur.
Mogoitui ist Verwaltungszentrum des gleichnamigen Rajons Mogoitui, der bis zum 1. März 2008 einer der drei Rajons des Autonomen Kreisen der Aginer Burjaten war. Auch nach dem Aufgehen des Autonomen Kreises behielten diese Rajons einen Sonderstatus. Vom früheren Verwaltungszentrum des Autonomen Kreises Aginskoje ist Mogoitui gut 30 Kilometer in nordöstlicher Richtung entfernt.

## Geschichte
Der Ort entstand im Zusammenhang mit dem Bau der an den Transbaikal-Abschnitt der Transsibirischen Eisenbahn anschließenden Chinesischen Osteisenbahn ab 1897 als Stationssiedlung. Strecke und Station wurden am 25. Oktober 1901 eröffnet; offizielles Gründungsjahr des Ortes ist 1907. Der Ortsname ist von der burjatischen Bezeichnung mogoi für einen an Schlangen reichen Ort abgeleitet. Einen Aufschwung nach die Siedlung in den 1910er-Jahren, nachdem ein Fahrweg von Mogoitui als nächstgelegener Bahnstation nach Aginskoje, das Zentrum der burjatischen Bevölkerung des Gebietes, gebaut worden war.
In den 1930er-Jahren wurde ein Kolchos gegründet; am 8. Dezember 1942 wurde Mogoitui Verwaltungszentrum eines neu geschaffenen Rajons. 1947 entstand ein kleines Elektrizitätswerk und es wurde mit dem Bau eine Ölmühle begonnen. Die Einwohnerzahl des Ortes wuchs stetig, und am 1. Dezember 1966 wurde der Status einer Siedlung städtischen Typs verliehen.

### Bevölkerungsentwicklung
| Jahr | Einwohner |
| ---- | --------- |
| 1910 | 119       |
| 1959 | 4.075     |
| 1970 | 5.656     |
| 1979 | 6.724     |
| 1989 | 7.276     |
| 2002 | 8.586     |
| 2010 | 10.231    |

Anmerkung: ab 1959 Volkszählungsdaten

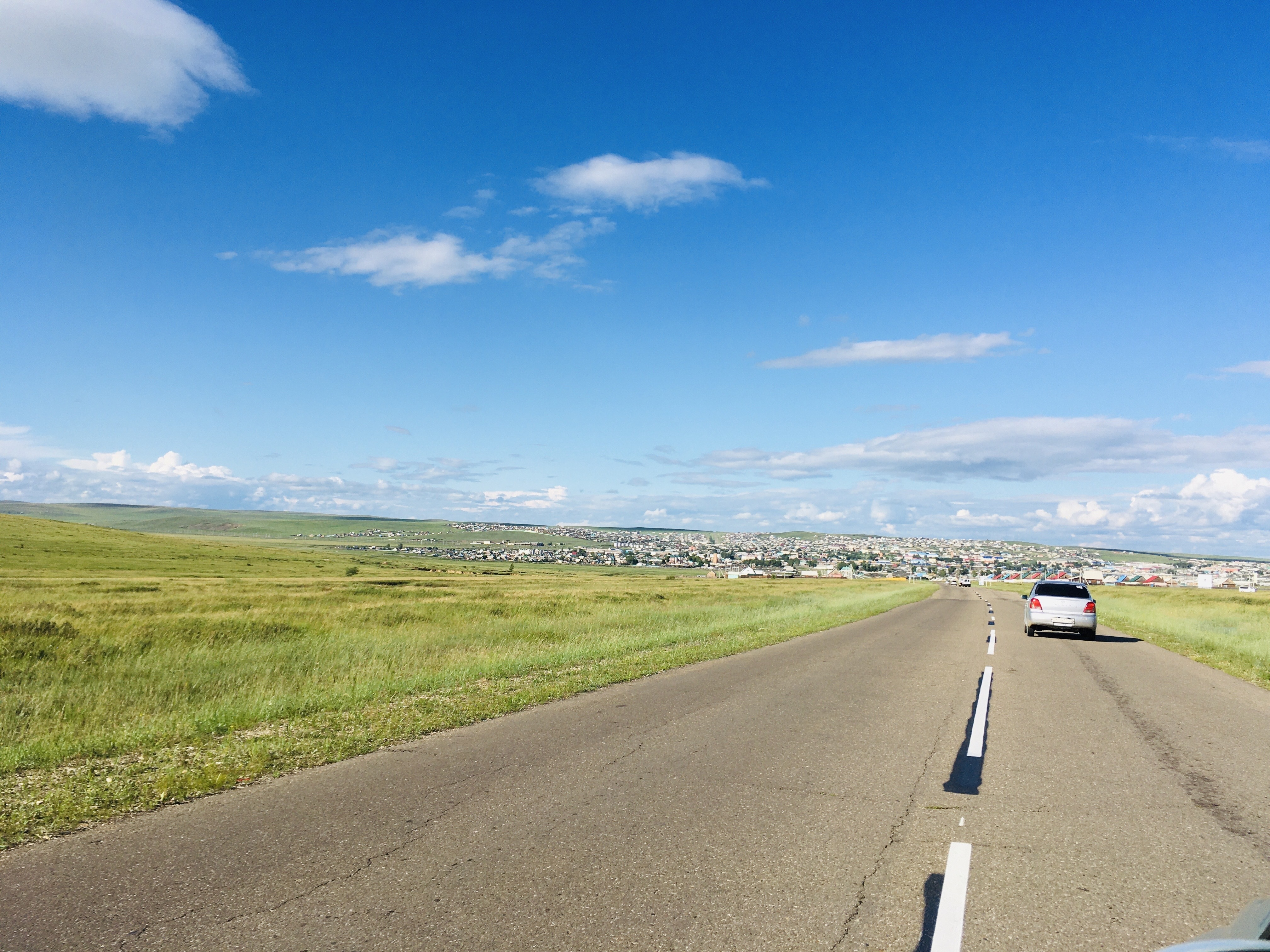
Dorf Mogoytuy von der Autobahn

## Kultur und Bildung
Mogoitui ist eines der burjatischen Kulturzentren der Region. Unter anderem befinden sich dort eine Filiale der Staatlichen Ostsibirischen Technologischen Universität Ulan-Ude sowie eine landwirtschaftliche Berufsschule.

## Wirtschaft und Infrastruktur
In Mogoitui liegt an der von der Transbaikal-Eisenbahn betriebenen Eisenbahnstrecke Karymskaja – Sabaikalsk, die die Hauptstrecke der Transsibirischen Eisenbahn mit der Grenze zur Volksrepublik China verbindet (Streckenkilometer 6371 ab Moskau). Die Station ist die für den Eisenbahnverkehr in den früheren Autonomen Kreis der Aginer Burjaten bedeutendste. Eine tragende Rolle in der Wirtschaft des Ortes spielen daher verschiedene Verkehrs-, Versorgungs- und Handelseinrichtungen. Daneben gibt es Betriebe der Lebensmittelindustrie und der Bauwirtschaft.
Die Bahnstrecke wird in Mogoitui von der Fernstraße A166 gekreuzt, die Tschita ebenfalls mit der chinesischen Grenze bei Sabaikalsk verbindet. Von dieser zweigt die Regionalstraße R426 ab,
die durch den Nordostteil des Rajon nach Perwomaiski und in die Städte Schilka, Nertschinsk und Sretensk im Tal der Schilka führt.